# Abu Mansur Mamari
Abu Mansur Mamari fou ministre (dastur) d'Abu Mansur ibn Abd al-Razzak (mort 961) comandant militar dels samànides de Transoxiana al Khurasan.
Va ordenar la composició de l'obra Šāh-nāma-ye Abū Manṣūrī que s'ha perdut excepte la introducció escrita pel mateix Mamari que explica que era d'origen sassànida, d'un dels kanarang o nobles militars governadors sota Còsroes II.